# 秃发奚于
秃发奚于（？—386年），南凉宗室，河西鲜卑秃发思复鞬的兒子，是南凉国王秃发乌孤、秃发利鹿孤、秃发傉檀的兄弟。
386年，前凉末代王之子张大豫从杨坞进军驻扎在姑臧城西，王穆及秃发思复鞬的儿子秃发奚于率领三万兵众驻扎在城南，后凉吕光出城攻击，打得他们大败，斩杀了秃发奚于等二万多人。